# Panzerkampfwagen I
A Panzerkampfwagen I az első sorozatban gyártott német harckocsi, amelyik a spanyol polgárháborúban debütált.

## Tervezés
Az 1919-es versailles-i békeszerződés megtiltotta Németország számára a lánctalppal rendelkező harcjárművek fejlesztését, vásárlását és hadrendben tartását. A német hadvezetés így kénytelen volt titokban megszervezni a különböző fejlesztési programokat. A felső katonai vezetés egyetértett abban, hogy először egy kis, könnyű, nagy számban és olcsón gyártható harckocsit kell kifejleszteni, mellyel tapasztalatokat gyűjthetnek és kiképezhetik a jövőben felállítandó páncélosalakulatok személyzetét.
Az 1920-as években Németország a Szovjetunióban tesztelte megvásárolt és saját tervezésű harckocsijait. Itt tesztelték többek közt a Leichtertraktor és Grosstraktor fedőnevű prototípusokat is. Ezek ötvözésével alakult ki a PzKw Nbfz típusjelű, 7,2 tonnás kísérleti harckocsi, amelyet 75 mm-es ágyúval vagy 105 mm-es tarackkal szereltek fel. A Krupp, a MAN és a Rheinmetall cégek közül az utóbbi nyerte a következő változat tervezésére a felkérést. Az Nbfz B változat egy 37 mm-es löveget és egy 105 mm-es tarackot hordozott. A két darab 7,92 mm-es géppuska két külön, kicsi toronyban kapott helyet. A két modellt rendszeresítették (valamilyen furcsa okból kifolyólag Panzerkampfwagen V és Panzerkampfwagen VI típusnéven, ami később a szövetséges hírszerzésnek is gondot okozott), de végül kevés példány készült belőlük és kiképzési feladatokon kívül csak Norvégia megszállása idején kaptak harci szerepet.
A Heereswaffenamt 1933-ban pályázatot hirdetett egy könnyű, 4-7 tonna körüli, korszerű fegyverzettel ellátott, nagy számban és olcsón gyártható páncélozott harcjármű kifejlesztésére, melyre több neves német gyár is nevezett. A békeszerződés kijátszása érdekében a járművet Landwirtschaftlicher Schlepper-nek, vagyis mezőgazdasági vontatónak nevezték. A könnyűharckocsi az angol Carden-Loyd Mark VI-es harckocsi tervein alapult, amelyekből Németország két példányt szerzett be még 1932-ben szovjet segítséggel, de érződött benne a Leichtertraktor és a Grosstraktor tapasztalata is. Az első tereppróbákat 1933 nyarán végezték el a hadsereg kummersdorfi tesztpályáján. A próbák végeztével döntés született, miszerint a sorozatban gyártott járműveket a Krupp cég alvázával, valamint a Daimler-Benz által tervezett felépítménnyel és toronnyal kell összeszerelni. Az új harcjármű sorozatgyártása 1934 áprilisában kezdődött. Ekkor kapta a jármű a Panzerkampfwagen I-es Ausf. A elnevezést.

## Leírás
A Panzerkapfwagen I-nek két fő változata volt. Az előbbi az Ausführung A (az első sorozatban gyártott német harckocsi), a későbbi pedig az Ausführung B. Az Ausf. A-t egy 57 lóerős Krupp benzinmotor hajtotta, amely azonban nem bizonyult elegendőnek, ezért a második széria járműveit (Ausf. B) már a sokkal nagyobb teljesítményű Maybach motorokkal szerelték fel. Az Ausf. B változat másik sajátos jellemzője a meghosszabbított alváza, amelyet úgy alakítottak ki, hogy a futógörgők számát az addigi négyről ötre növelték. Mindkét változat fegyverzetét két darab párhuzamosan elhelyezett 7,92 milliméteres MG 13 típusú géppuska alkotta. Az új német könnyűharckocsi valóban nagyon könnyűre sikeredett: a jármű páncélvastagsága legfeljebb 13 milliméter volt. Ez a páncélvédettség csak a kézi lőfegyverekkel szemben nyújtott védelmet, de mivel csak ideiglenes megoldásnak szánták, ez nem okozott igazi problémát. A Pz.Kpfw. I-es személyzete két főből állt: egy vezetőből és egy lövészből, aki egyben a jármű parancsnoka is volt.
1938-ra, a spanyol polgárháború tapasztalatai alapján világossá vált, hogy mind az Ausf. A, mind az Ausf. B páncélzata túlságosan is gyenge. Ezért hozzákezdtek a Pz.Kpfw. I-es modernizálásához, amely révén egy új felderítő harckocsit kívántak létre hozni. A továbbfejlesztés eredményeként született meg az Ausf. C, az Ausf. D és az Ausf. F, amelyek alig hasonlítottak elődjeikre. Páncélzatukat jelentős mértékben megerősítették: a páncél vastagságát 13 milliméterről az Ausf. C esetében 30 milliméterre, az Ausf. F esetében 80(!) milliméterre növelték. Ezekből a változatokból azonban viszonylag kevés épült.
Az 1939-1940-től kezdve a Pz.Kpfw. I-eseket folyamatosan kezdték kivonni az első vonalban harcoló alakulatoktól, így nagyszámú Pz.Kpfw. I-es alváz szabadult fel más, specializáltabb feladatú harcjárművek építéséhez.

### Változatok

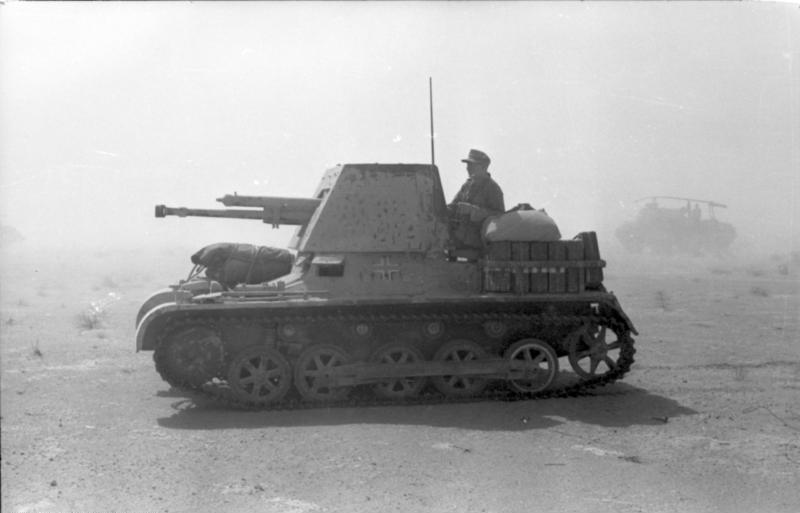
Panzerjäger I Észak-Afrikában, 1941 márciusában

- Kleine Panzer Befehlswagen I (Sd.Kfz. 265) - könnyű parancsnoki harckocsi: Ennél a változatnál a tornyot elhagyták és a küzdőteret (felépítményt) jelentős mértékben meg növelték, hogy beférjen 3 fős személyzet, valamint a többi páncélos irányításához szükséges rádiók (Fu 2, Fu 6). Ezeket a járműveket rendszerint a századparancsnokok használták. 1935 és 1937 között 190 darab kl.Pz.Bef.Wg. készült a Daimler-Benz üzemeiben.
- Panzerjäger I (Sd.Kfz. 101) - 4,7 cm-es ágyúval felfegyverzett önjáró páncéltörő löveg: a torony helyére egy 47 milliméteres csehszlovák (zsákmányolt) páncéltörő ágyút szereltek.
- Sturmpanzer I Bison (Sd.Kfz. 101) - 15 cm-es sIG 33 löveggel felfegyverzett önjáró gyalogsági támogató löveg: körülbelül 38 példány épült 1940 folyamán.
- Flakpanzer I Ausf. A (Sd.Kfz. 101) - 2 cm FlaK 38-as gépágyúval felszerelt légvédelmi változat: Főfegyverzete egy 20 mm-es FlaK 38-as légvédelmi gépágyú, amelyet torony helyére építettek.
- Flammenwerfer auf PzKpfw I Ausf. A - lángszórós harckocsi: a jobb oldali géppuska helyére egy gyalogsági lángszórót (Flammenwerfer 40) építettek. A lángszóróval 10-12 tűzcsapást lehetett mérni 25 méteres távolságra. A Tobruk környéki csatákban vetették be 1941-ben.
- Fahreschulewagen / Schulfahrzeuge I - kiképző harckocsi
- Instandsetzungstrupp I - csapatszállító harckocsi
- Munitionsschlepper I Ausf. A/B (Sd.Kfz. 111) - lőszerszállító változat
- Sanitätskraftwagen I (Sd.Kfz. 265) - páncélozott sebesültszállító változat
- Leichte Bergepanzer I - könnyű műszaki-mentő harckocsi
- Pionier-Kampfwagen I - műszaki-utász harckocsi
- Ladungsleger auf PzKpfw I Ausf. A/B (Zerstörerpanzer) - robbanótöltetek elhelyezésére használt változat: 50 kilogrammos robbanótölteteket tudott elhelyezni, és rendszerint az utászalakulatok használták erődítmények megsemmisítéséhez. Ebből a típusból mintegy 100 példány készült 1939 és 1940 között.
- Minenraumer I Ausf. B - aknamentesítő jármű: 50 darab készült 1938-ban.
- Brückenleger I auf PzKpfw I Ausf. A - könnyű hídvető harckocsi: 2 példány épült 1939-ben.
- Panzer I Ausf. A "Breda" - 20 mm-es Breda model 1935-ös gépágyúval ellátott változat. A nacionalista hadsereg fejlesztette ki, hogy a polgárháborúban ellensúlyozzák a szovjet harckocsik fölényét. Az erősebb fegyver és az azt befogadni képes új torony miatt megnőtt a harckocsi tömege, ezáltal teljesítmény/tömeg aránya leromlott és a nagyobb torony ellenére is szűkös volt benne a hely, valamint a kivitelezés minősége is hagyott kivetnivalót maga után. A típusváltozatból bár kevés készült, mégis hasznosnak bizonyult a harctereken.
- Panzerkampfwagen I Ausf. C, 6 tonnás löveg nélküli, egy darab EW 141-es, 2 cm-es gépágyúval.
- Panzerkampfwagen I Ausf. D, 10 tonnás, 2 cm-es Kwk 30 ágyúval.
- Panzerkampfwagen I Ausf. F, a később kleine Tiger néven is ismert, 150 lóerős Maybach HL-62TR motorral szerelve.

Az átalakítások során „lefejezett” harckocsik tornyai sem mentek veszendőbe: az Atlanti fal bunkerjeibe és más erődítményekbe 511 Pz.Kpfw I-es tornyot építettek be összesen.

## Alkalmazás
A Panzer I A-ból 500 darabot, a B változatból pedig 1500-1600 darabot gyártottak, tehát összesen körülbelül 2000 Panzer I-es készült. 1936-ban mindkét változatot kipróbálták harcban, a spanyol polgárháborúban. Hamar kiderült, hogy a páncéltörő ágyú és a kétszemélyes torony hiánya gondot okoz. 1939-ben elégtelen számú Panzer II-est és III-ast gyártottak így a Panzer I-es a fronton maradt. 1939-ben Lengyelországban, 1940-ben Franciaországban került bevetésre. Elavultsága ellenére a Panzer I-est még a Szovjetunió elleni Barbarossa hadművelet során is alkalmazták.

## Sikerei
A Pz.Kpfw. I-es abban a szerepkörben, amelyre szánták (könnyű, ill. kiképző harckocsi) kiválóan helytállt, amelyet exportsikerei is igazolnak. 1934-ben Magyarország megvásárolta az Pz.Kpfw. I Ausf. A egyik példányát, amelyet a magyar harckocsi fejlesztésekhez kívántak felhasználni. 1942-ben a Magyar Királyi Honvédség újabb könnyűharckocsikat vásárolt a németektől, de ezúttal már kiképzési célra. A Pz.Kpfw. I-es vásárlói között volt még Bulgária, Finnország, valamint Horvátország is. Külön érdekesség, hogy a típus még a Távol-Keletre is eljutott: 1936 végén Csang Kaj-sek vezette Kuomitang hadereje vásárolt 15 darab Pz.Kpfw. I Ausf. A-t, más német hadifelszereléssel egyetemben. Ezeket később bevetették a japán megszállók, valamint a Mao Ce-tung vezette kommunista erők ellen.

## További adatok
- Oldalstabilitás: 30°
- Kapaszkodóképesség: 30°
- Árokáthidaló képesség: 1,4 méter
- Lépcsőmászó képesség: 0,36 méter
- Gázlómélység: 0,58 méter
- Fajlagos talajnyomás: 4,2 N/cm²
- Minimum fordulósugár: 2,1 méter

## Galéria

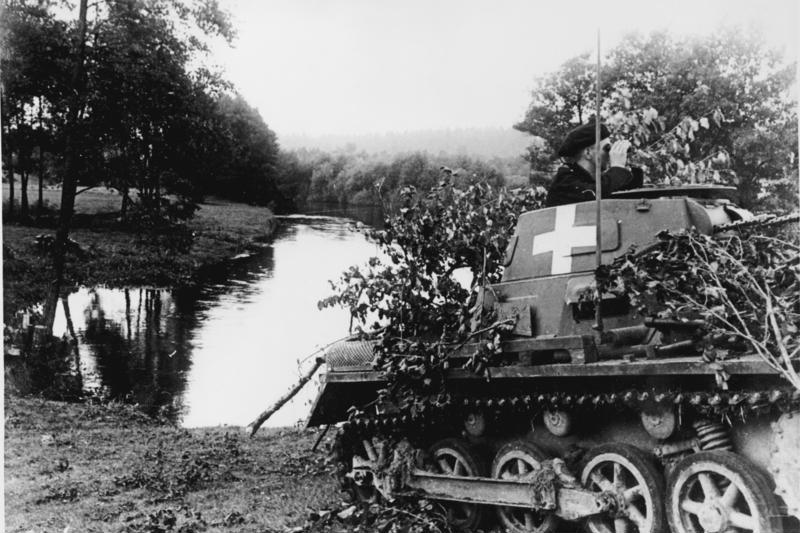
A képen egy német Panzer I. Ausf. A. a lengyelországi Brda folyó partján 1939. szeptember 4-én.
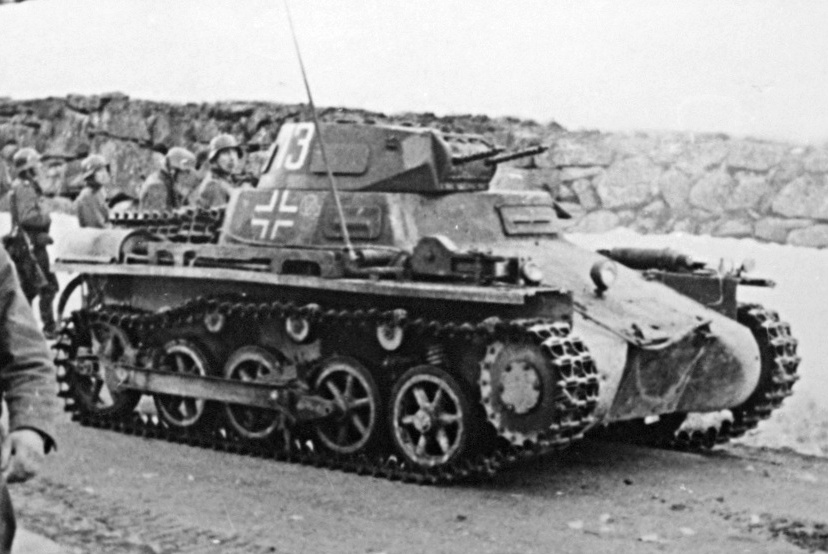
Panzer I. Ausf. A Norvégia német inváziója során harc közben.
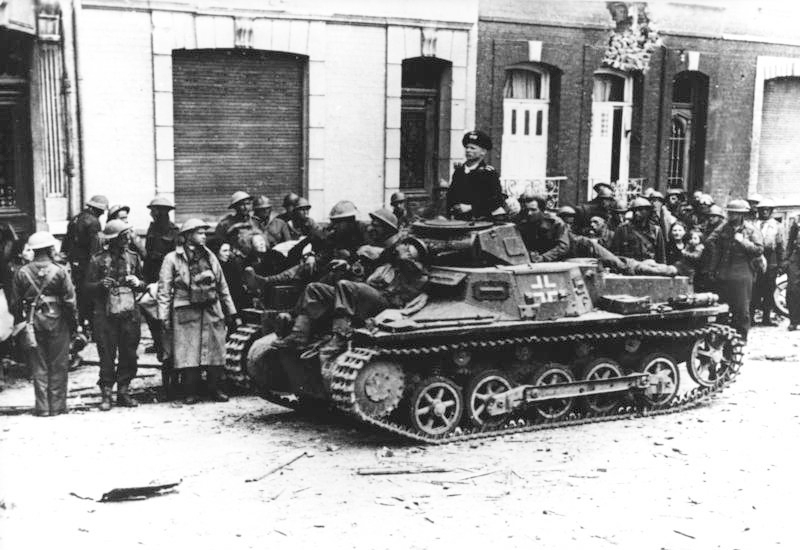
Panzer I Ausf. B a franciaországi Calais utcáin sebesült brit hadifoglyokat szállít 1940 májusában.
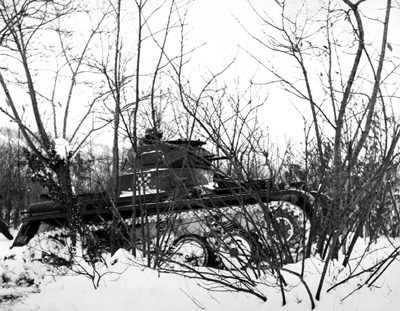
Panzer I horvát felségjelzéssel Jugoszláviában 1941-ben.
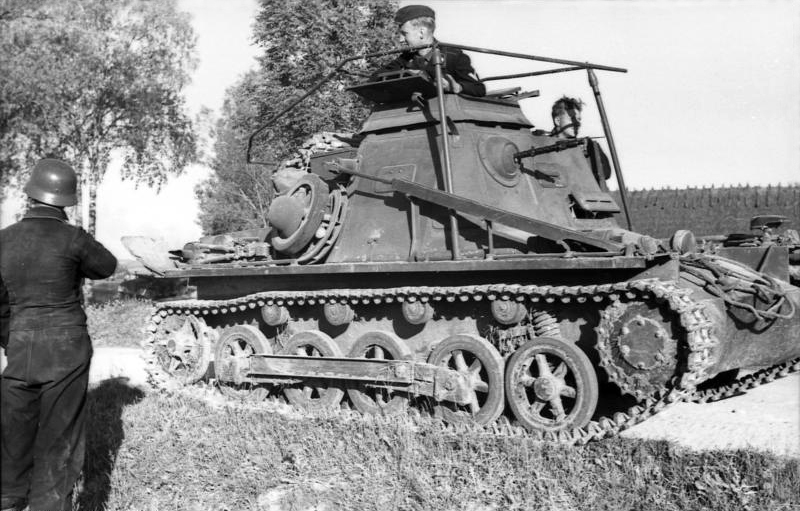
Német Sd.Kfz. 265 kis Panzerbefehlswagen páncélozott parancsnoki páncélos valahol Oroszországban, valószínűleg 1941-ben vagy 1942-ben.
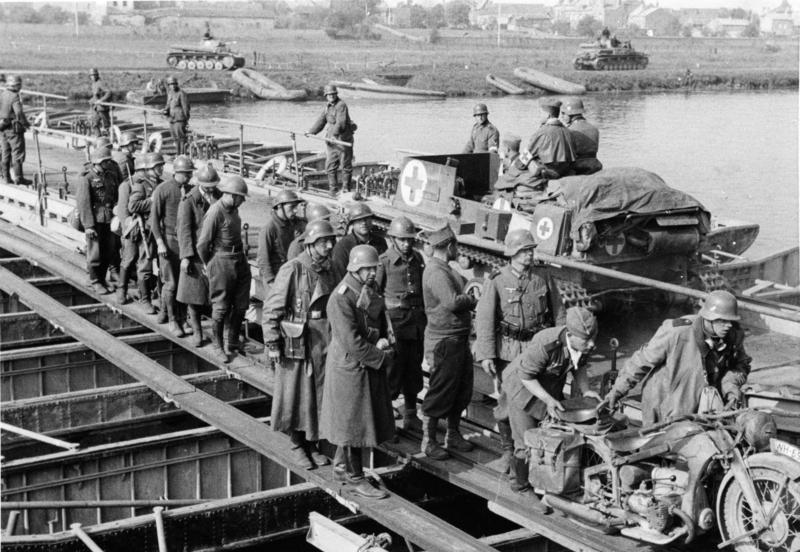
Orvosi jármű a Maas folyón lévő pontonhídon 1940-ben.

## Külső hivatkozások
- panzerkeil.dre
- SZTE Egyetemi könyvtár hadtörténeti gyüjteménye